# Buongiorno tristezza (film)
Buongiorno tristezza (Bonjour tristesse) è un film del 1958 diretto da Otto Preminger e basato sul bestseller Bonjour tristesse, primo romanzo dell'autrice francese Françoise Sagan.

## Trama
Cecilia è una diciassettenne che vive a Parigi con il ricco padre Raymond, rimasto vedovo ormai da quindici anni ma ancora attraente. Raymond non le impone quasi mai regole, per esempio nello studio, né cerca di porre limiti alla sua curiosità, soprattutto nei flirt che anche lui volentieri si concede.
Il film ripercorre il ricordo dell'ultima vacanza nella villa in Costa Azzurra che i due hanno passato con Elsa, la nuova compagna del padre, fino alla comparsa di Anna. 
Quest'ultima, colta ed elegante, era amica della madre di Cecilia; Anna, durante l'estate, tenta di mettere un po' di ordine nella vita della ragazza ma Cecilia, abituata a libertà, provocazioni e lussi, proverà rivalità verso la donna che addirittura potrebbe sposare suo padre soppiantando la sua giovane amica Elsa.
Dopo una sequenza di dispetti e piccole crudeltà Anna viene infatti indotta a pensare che Raymond non voglia più sposarla e sconvolta fugge via morendo in un incidente stradale. Il rimorso per aver in qualche modo provocato la sua morte sarà la tristezza con cui Cecilia dovrà accettare di convivere.

## Riprese
Il regista usò la tecnica del flashback a colori, alternato con le sequenze al presente in bianco e nero.